# داریل کاتز
داریل آلن کاتز (متولد ۳۱ مهٔ ۱۹۶۱) یک تاجر و بشردوست میلیاردر کانادایی است. کاتز مؤسس و رئیس گروه شرکت‌های کاتز، یکی از بزرگترین شرکت‌های خصوصی کانادا، با داروسازی، ورزش و سرگرمی و تجارت توسعه املاک و مستغلات است. گروه کاتز مالک شرکت نفت ادمونتون است و توسعه راجرز پلیس و منطقه یخی را رهبری کرد. کاتز وکیل بوده‌است و ساکن ادمونتون است.

## اوایل زندگی
داریل کاتز در سال ۱۳۴۰ در ادمونتون آلبرتا به دنیا آمد. پدر او یک داروساز بود که Value Drug Mart را در ادمونتون در دهه ۱۳۴۰ تأسیس کرد. کاتز در دوران دبستان به مدرسه روزانه یهودیان، ادمونتون تلمود تورات رفت و سپس از دبیرستان جاسپر پلیس فارغ‌التحصیل شد. سپس به دانشگاه آلبرتا رفت و در سال ۱۳۶۱ با مدرک هنر و در سال ۱۳۶۴ با مدرک حقوق فارغ‌التحصیل.

## تجارت دارویی
پس از مدرسه، او برای مدتی در شرکت حقوقی شوکتور، موسو و استارکمن کار کرد، و سپس فعالیت خود را با تمرکز بر حقوق شرکت‌ها و حق امتیاز شروع کرد. در سال ۱۳۷۰، کاتز در شراکت با پدرش، ۳۰۰۰۰۰ دلار برای حقوق کانادایی حق امتیاز داروخانه داروخانه مستقر در ایالات متحده که بیش از ۱۰۰۰ فروشگاه در ایالات متحده داشت، پرداخت کرد. در سال ۱۹۹۲، آنها اولین فروشگاه Medicine Shoppe را افتتاح کردند و کاتز گروه شرکت‌های کاتز را تأسیس کرد که قرار بود به هلدینگ این گروه تبدیل شود. در سال ۱۹۹۶، کاتز داروخانه‌های زنجیره‌ای رکسال را در کانادا خریداری کرد که در آن زمان تنها شامل ده‌ها فروشگاه بود. کسب و کار رشد کرد و تا سال ۱۹۹۸، گروه کاتز متشکل از ۸۰ فروشگاه رکسال، ۳۰ فروشگاه Medicine Shoppe و چند خرده فروش مستقل کوچکتر بود. در سال ۱۹۹۷، او داروخانه زنجیره ای داروسازی Pharma Plus در انتاریو را با ۱۴۳ فروشگاه از اپراتور سوپرمارکت Oshawa Group به قیمت ۱۰۰ میلیون دلار خریداری کرد. طبق گزارش‌ها، کاتز حلقه کوچکی از مدیران پردرآمد را حفظ می‌کند که گروه کاتز را اداره می‌کنند. داروخانه رکسال از انتاریو اداره می‌شود، در حالی که سایر شرکت‌های تابعه گروه کاتز دارای دفتر مرکزی خصوصی جدا از خود گروه کاتز هستند.
در سال ۱۹۹۹ او با خرید ۳۰۰ میلیون دلار فروش زنجیره ای اسنایدرز داروخانه مستقر در مینه سوتا، وارد ایالات متحده شد. در سال ۲۰۰۱، او زنجیرهٔ تخفیف‌های بیگ باکس مستقر در ایالات متحده را خریداری کرد. ورود او به ایالات متحده بدون شکست نبود: زنجیره اسنایدر در سال ۲۰۰۳ اعلام ورشکستگی کرد و ۲۵ فروشگاه آن به Walgreens فروخته شد. در سال ۲۰۰۴، کاتز حق نامگذاری مرکز جدید ۴۵ میلیون دلاری رکسال، یک مجتمع تفریحی و تنیس با ۱۲۵۰۰ صندلی در محوطه دانشگاه یورک را به مدت ده سال خریداری کرد. در ژانویه ۲۰۱۲، او شرکت تجارت دارو و داروی شاپ کانادا را به شرکت توزیع کننده دارو در ایالات متحده مک کسون به قیمت ۱٫۲ میلیارد دلار فروخت. گروه کاتز در سال ۲۰۱۶ شبکه ۴۶۰ شرکتی خود را با ۴۵۰ شعبه با برند رکسال به شرکت مک کسون فروخت.

## خرید ادمونتون اویلرز و ایجاد گروه سرگرمی اویلرز (OEG)
در می ۲۰۰۷، کاتز پیشنهادی ۱۴۵ میلیون دلاری برای خرید امتیاز ادمونتون اویلرز ارائه کرد، که صاحبان تیم، گروه سرمایه گذاران ادمونتون (EIG)، به سرعت آن را رد کردند و اعلام کردند که تیم برای فروش نیست.
در ژوئیه ۲۰۰۷، او پیشنهاد دیگری برای Oilers به مبلغ ۱۸۵ میلیون دلار ارائه کرد که EIG در ۷ اوت ۲۰۰۷ آن رد کرد. در ۱۲ دسامبر ۲۰۰۷، کاتز پیشنهادی ۱۸۸ میلیون دلاری به EIG ارائه کرد. هیئت مدیره EIG در ژانویه ۲۰۰۸ اعلام کرد که مجدداً به سهامداران خود توصیه می‌کند که این پیشنهاد اخیر را رد کنند.
در ۲۸ ژانویه ۲۰۰۸، کاتز پیشنهاد خود را به ۲۰۰ میلیون دلار افزایش داد و مهلت پذیرش را تا ۵ فوریه ۲۰۰۸ تمدید کرد، در آن زمان EIG به کاتز اطلاع داد که همه اعضای آن موافقت کردند که Oilers را به او بفروشند، در انتظار تأیید لیگ و مالی. . در ۱۸ ژوئن ۲۰۰۸، داریل کاتز OK نهایی را از لیگ ملی هاکی برای خرید ادمونتون اویلرز دریافت کرد و سپس در ۲ ژوئیه ۲۰۰۸، طی یک کنفرانس مطبوعاتی در Rexall Place به‌طور رسمی به عنوان مالک ادمونتون اویلرز معرفی شد. جایی که به او یک پیراهن ادمونتون اویلرز با شماره "۰۸" و نام خانوادگی او در پشت وصله داده شد.
در ژوئن ۲۰۱۴، گروه کاتز اعلام کرد که باب نیکلسون به عنوان نایب رئیس گروه سرگرمی Oilers (OEG)، یک شرکت ورزشی و سرگرمی جدید که خانواده رو به رشد دارایی‌های ورزشی و سرگرمی گروه کاتز را مدیریت می‌کند، به سازمان ملحق خواهد شد. راجرز پلیس، خانه جدید ادمونتون اویلرز را اداره می‌کند.
علاوه بر Oilers, OEG مالک و اداره کننده Edmonton Oil Kings (WHL) و Bakersfield Condors (AHL) و همچنین Aquila Productions (شرکت فیلم و تولید) است. نیکلسون در آوریل به عنوان مدیر عامل OEG انتخاب شد و مسئولیت عملیات تجاری و هاکی را بر عهده گرفت.
در آوریل ۲۰۱۵، کاتز همکاری با جوئل سیلور را برای ایجاد Silver Pictures Entertainment - یک شرکت جدید که توسعه، تولید و تأمین مالی فیلم‌های داستانی، تلویزیونی و پروژه‌های دیجیتال را انجام می‌دهد، اعلام کرد. منافع کاتز در این شرکت تحت چتر OEG قرار می‌گیرد.

## Rogers Place و Edmonton Ice District (منطقه Arena سابق)
کاتز گفته‌است که اویلرز را خرید زیرا نیاز ادمونتون به یک عرصه جدید را فرصتی برای احیای مرکز شهر ادمونتون می‌دانست. پس از رایزنی‌های عمومی و مذاکرات با شهر ادمونتون، گروه کاتز و شهر با مشارکت عمومی-خصوصی برای ساخت میدان راجرز پلیس موافقت کردند که باعث می‌شود شهر مالکیت عرصه جدید را حفظ کند و گروه کاتز آن را (تحت OEG) اداره کند. . بخشی از بودجه شهر از طریق مالیات احیای جامعه پرداخت خواهد شد و هیچ هزینه جدیدی برای مالیات دهندگان در پی نداشت. ساخت و ساز این پروژه در مارس ۲۰۱۴ آغاز شد.
راجرز پلیس که در سپتامبر ۲۰۱۶ افتتاح شد، به عنوان یکی از پیشرفته‌ترین مکان‌های ورزشی و سرگرمی آمریکای شمالی، فعال در تمام طول سال و دارای ورودی بزرگی به مساحت ۲۴۰۰۰ فوت مربع به نام سالن فورد است که می‌تواند به عنوان فضای قابل برنامه‌ریزی عمومی/خصوصی استفاده شود.
با راجرز پلیس در هسته خود، گروه کاتز ساخت منطقه ادمونتون آرنا (EAD) را آغاز کرده‌است، که قرار است بزرگترین توسعه ورزشی و سرگرمی با کاربری مختلط کانادا باشد. EAD 25 هکتار از مرکز شهر ادمونتون را پوشش می‌دهد و دارای یک میدان عمومی ۵۰۰۰۰ فوت مربعی، دو برج اداری، یک هتل JW Marriott، یک کازینو Gateway، بیش از ۱۰۰۰ کاندو و آپارتمان اجاره ای لوکس و ۲۷۰۰۰۰ فوت مربع فضای خرده فروشی در یک هزینه کل حدود ۲٫۵ میلیارد دلار در سال ۲۰۱۴، اعلام شد که شهر ادمونتون و استانک مستاجران اصلی دو برج اداری مربوطه خواهند بود. برج Stantec با ۶۹ طبقه بلندترین برج در ادمونتون خواهد بود.
منطقه ادمونتون آرنا رسماً در ۱۳ ژوئیه ۲۰۱۵ به منطقه یخی تغییر نام داد.

## بشردوستی
در اکتبر ۲۰۰۶ کاتز یک کمک مالی ۷ میلیون دلاری به دانشکده داروسازی و علوم دارویی دانشگاه آلبرتا و دانشکده حقوق اعلام کرد. مطابق با استان، این هدیه بزرگترین کمک مالی به یک دانشکده داروسازی در کانادا بود. بال غربی مرکز نوآوری تحقیقات بهداشتی در نبش خیابان ۸۷ و خیابان ۱۱۴ در ادمونتون، مرکز تحقیقات داروسازی و سلامت گروه کاتز نامگذاری شده‌است. در سال ۲۰۰۹ کاتز ۲۰ میلیون دلار به بیمارستان ماونت ساینای در تورنتو اهدا کرد و مرکز Daryl A Katz برای مراقبت‌های فوری و حیاتی را تأسیس کرد. کاتز همچنین «میلیون‌ها» به بیمارستان کودکان Stollery در ادمونتون داده‌است و همچنین از رویدادهای عمومی حمایت می‌کند.
بین سال‌های ۲۰۰۵ تا ۲۰۱۰، کاتز و همسرش «بیش از ۵۰ میلیون دلار» به سازمان‌ها و مؤسسات در سراسر کانادا کمک کرده‌اند.

## زندگی شخصی
طبق گزارش فوربس، دارایی خالص کاتز ۳٫۷ میلیارد دلار است.
کاتز با رنه گوین ازدواج کرده‌است. او دختر ژان ایوان (ایوان) گوئن است. در سال ۱۹۵۲، پدرش گروه ساختمانی آمریکای شمالی را تأسیس کرد که به یکی از بزرگترین شرکت‌های معدنی و ساختمانی سنگین در کانادا تبدیل شد.
عمارت کنار رودخانه کاتز در ۴ دره ویو پوینت در محله پارک ویو، یکی از بزرگترین خانه‌های ادمونتون با ۲۵٬۰۰۰ فوت مربع (۲٬۳۰۰ متر مربع) است. ارزش آن ۱۳ میلیون دلار کانادا برآورد شده‌است. این ملک مشرف به دره رودخانه ساسکاچوان شمالی، پارک Hawrelak و خط افق مرکز شهر است و به راحتی قابل مشاهده و فوراً از مسیرهای متعدد دره رودخانه قابل تشخیص است. اتاق بزرگ از کف تا سقف ۹۰-کیلوگرم (۲۰۰-پوند)) پوشیده شده‌است بلوک‌های سنگ آهک ایتالیایی و با ۹-متر (۳۰-فوت) -پنجره‌های مرتفع که نمای مرکز شهر را قاب می‌کنند.
کاتز همچنین صاحب خانه‌هایی در ایالات متحده و بریتیش کلمبیا است که طبق گزارش‌ها، دومی تقریباً کپی کربنی از خانه‌اش در ادمونتون است.
در اوایل سال ۲۰۱۷، کاتز توسط بازیگر و مدل برزیلی گریس سانتو و همسرش RJ Cipriani متهم شد که در ازای لطف جنسی به او پول داده‌است. سانتو همچنین مایکل گلمون، پسر عموی و همکار کاتز را به خاطر دفاع از او و تهدید به پایان کار خود در هالیوود در صورت صحبت در مورد این پرونده محکوم کرد.
در ژوئیه ۲۰۲۲، یک دعوی مدنی در ایالات متحده ادعا کرد که کاتز به یک رقصنده باله نوجوان (سیج هامفریز) ۷۵۰۰۰ دلار در ازای «منافع جنسی» پرداخت کرده‌است. هم وکیل کاتز (رابرت کلیگر) و هم وکیل هامفریس (سیگرید مک کاولی) این ادعاها را رد می‌کنند. دعوای مدنی به عنوان یک ادعای متقابل از داستی باتن، رقصنده سابق باله بوستون و همسرش، میچل تیلور باتن، که هامفریس و شش رقصنده باله دیگر آنها را به سوء استفاده جنسی متهم کرده‌اند، مطرح شد. اسناد دادگاه در پرونده باتون شامل ادعای قاچاق جنسی فدرال و نقض کار اجباری علیه داستی و تیلور باتن، و همچنین اتهامات جداگانه در مورد تیلور باتن به دلیل حمله، جریمه، حبس کاذب، و بهره‌کشی جنسی از یک خردسال است.
در ماه مه ۲۰۱۹ گزارش شد که کاتز برای چند سال به یک «عفونت بالقوه تهدید کننده زندگی» مبتلا بوده‌است. در سپتامبر ۲۰۱۹، او یک به روز رسانی در مورد وضعیت پزشکی خود ارائه کرد و گفت: «معلوم است که این یک نبرد بوده‌است.»